# ۲۷۷ خیابان پارک
۲۷۷ خیابان پارک (به انگلیسی: 277 Park Avenue) آسمان‌خراش ۵۰ طبقه به ارتفاع ۲۰۹ متر، با کاربری اداری است، که در منهتن، شهر نیویورک، در ایالات متحده آمریکا مستقر می‌باشد. پروژه ساخت این ساختمان در سال ۱۹۶۲ آغاز شد و در سال ۱۹۶۴ تکمیل و افتتاح گردید. دفاتر مرکزی شرکت‌ها و بانک‌های جی‌پی مورگان چیس، بانک کشاورزی چین، خدمات مالی هارتفورد، و گروه بانکداری استرالیا و نیوزیلند در این ساختمان قرار دارند.